# Línea SE12 (Interurbanos Madrid)
La línea SE12 de la red de autobuses interurbanos de Madrid unió las estaciones de Juan de la Cierva y El Casar durante las obras de conexión de las líneas 3 y 12 de Metro de Madrid entre el 1 de marzo y el 31 de agosto de 2024.

## Características
Esta línea empezó a prestar servicio el 1 de marzo de 2024, uniendo las estaciones de Juan de la Cierva y Los Espartales, cubriendo parte del recorrido de la línea 12 de metro cerrada por las obras de conexión con la línea 3 en la estación de El Casar.
Era gratuita para los usuarios, pues se trata de un servicio especial consensuado entre ambos operadores de transporte.
Estaba operada por la empresa Interbus mediante concesión administrativa del Consorcio Regional de Transportes de Madrid.
El día 8 de marzo añadió una parada nueva en su recorrido para dar un mejor servicio a la estación de El Casar y al barrio de Los Molinos.
El día 22 de marzo reabrió el tramo comprendido entre las estaciones de Los Espartales y El Casar, modificando así el recorrido de este servicio especial que realizaba únicamente 2 paradas situadas al principio y final del trayecto. El tramo entre las estaciones de El Casar y Juan de la Cierva permaneció cerrado hasta el 31 de agosto.

## Horarios
| De lunes a viernes laborables           |                  |
| De 06:05 a 07:00                        | cada 7,5 minutos |
| De 07:00 a 09:30                        | cada 6 minutos   |
| De 09:30 a 10:00                        | cada 7 minutos   |
| De 10:00 a 24:00                        | cada 7,5 minutos |
| De 24:00 a fin                          | cada 15 minutos  |
| Sábados laborables, domingos y festivos |                  |
| De 06:05 a 07:00                        | cada 8 minutos   |
| De 07:00 a 24:00                        | cada 7,5 minutos |
| De 24:00 a fin                          | cada 15 minutos  |

## Recorrido y paradas

### Sentido El Casar
| Estación sustituida | Código | Parada                            | Común con  | Otras conexiones  | Municipio |
| ------------------- | ------ | --------------------------------- | ---------- | ----------------- | --------- |
| Juan de la Cierva   | 21181  | Avenida de España, 9              |            | Juan de la Cierva | Getafe    |
| El Casar            | 20127  | Viuda Reposada - Av. Sancho Panza | 447 N805 4 | El Casar          | Getafe    |

### Sentido Juan de la Cierva
| Estación sustituida | Código | Parada                            | Común con  | Otras conexiones  | Municipio |
| ------------------- | ------ | --------------------------------- | ---------- | ----------------- | --------- |
| El Casar            | 20127  | Viuda Reposada - Av. Sancho Panza | 447 N805 4 | El Casar          | Getafe    |
| Juan de la Cierva   | 21181  | Avenida de España, 9              |            | Juan de la Cierva | Getafe    |